# Ludwig Mühlhofer
Ludwig Mühlhofer (* 11. Juli 1888 in Ungarisch Altenburg; † 18. März 1978 in Innsbruck) war ein österreichischer Wasserbauingenieur.

## Leben
Im Sommer 1897 übersiedelte er mit seiner Familie nach Wien.
Von 1906 bis 1911 studierte er Bauingenieurwesen an der dortigen Technischen Hochschule Wien.
Während der Semesterferien praktizierte er beim Bauunternehmen Josef Riehl.
1912 absolvierte er das zweite Staatsexamen und wurde  vorwiegend bei Bahnbau-Unternehmungen beschäftigt.
1915 wurde er bei der Bauunternehmen Josef Riehl eingestellt.
1916 übergab Josef Riehl sein Unternehmen an Karl Innerebner (Mitarbeiter seit 1899) und August Mayer (1872–1957), welche das Unternehmen in Innerebner und Mayer umfirmierten, Mühlhofer verblieb bis zu seiner Verrentung 1963.
1915 plante er strategische Militärbahnen im Gailtal und 1916–1917 im Fleimstal.
Er plante das Achenseekraftwerk, das Kraftwerk Kirchbichl und den ersten Teilausbau der Wasserkraftwerke im Zillertal.
1921 wurde er an der Technischen Hochschule Wien promoviert.
1930 errichtete er das Kraftwerk Bösdornau.
Ab 1931 wurde er im Zentralbüro des Bauunternehmens Innerebner und Mayer in Innsbruck beschäftigt, wo er ab 1939 Prokura hatte.
1924 entwickelte er eine zeichnerische Bestimmung der Spiegelbewegungen in Druckschlössern, diese erbrachte in klarer Form den korrekten zeitabhängigen Verlauf der Spiegellage.

## Veröffentlichungen
- Untersuchungen über die Schwebstoff- und Geschiebeführung des Inn nächst Kirchbichl (Tirol). In: Die Wasserwirtschaft, Hefte 1–6 (1933)
- Zeichnerische Bestimmung der Spiegelbewegungen in Wasserschlössern von Wasserkraftanlagen mit unter Druck durchflossenem Zulaufgerinne. Verlag Julius Springer, Berlin 1924